# Ordre basilien choueirite

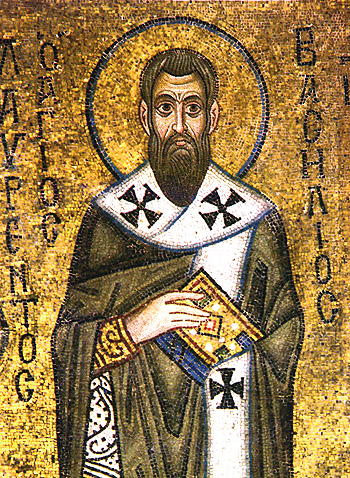
Basile de Césarée

L'Ordre basilien choueirite de Saint Jean-Baptiste (B.C.) est un ordre religieux de l'Église grecque-catholique melkite. Le nom latin de cet ordre est Ordo Sancti Basilianus Iohannis Baptistae.

## Fondation
L’ordre a été fondé en 1697 par cinq moines (dont Néophytos Nasri) qui quittèrent le monastère de Balamand pour s’installer dans le village de Dhour El Choueir, près de Khenchara au Mont-Liban à côté de la petite église de Saint Jean-Baptiste, qui donna son nom à l’Ordre.
Ils obtinrent du patriarche Cyrille III d'Antioche en 1706 confirmation de leurs constitutions.
En 1720 la nouvelle congrégation était solidement établie. Elle comptait une trentaine de moines. Pendant le supériorat du père Nicolas Saïgh (1727-1729 et 1732-1756), elle prit un grand essor et attira sur elle l'attention de Rome. Le pape Benoît XIV confirma, en 1757, les constitutions de l’Ordre, et l'approbation finale de Rome fut donnée en 1772.
Durant cette période plusieurs monastères se rallièrent à l'Ordre : Notre-Dame de Ras Baalbeck en 1722, Mar Chaya (Saint-Isaïe) à côté de Broummana en 1723. D’autres furent construits : Saint-Michel et Notre-Dame de l'Annonciation à Zouk Mikael en 1731 et 1733 ; Deir ech-Chir, à proximité de Aley,  en 1750 ; enfin Mar Élias el Touaq, à Zahlé, fut fondé en 1755, Saint-Antoine de Karkafé à Kafarchima en 1767 et Notre-Dame de l'Assomption à Bkaatouta en 1770.

## Évolution de l'Ordre
L’Ordre basilien de Saint Jean-Baptiste devint rapidement l'un des deux principaux ordres religieux de l'Église grecque-catholique melkite, L'autre étant l’Ordre basilien salvatorien. Selon leurs traditions, l’Ordre basilien salvatorien avait un but plus missionnaire, tandis que l’Ordre basilien de Saint Jean-Baptiste était plus contemplatif. L’Ordre salvatorien recrutait dans la région de Damas et le sud du Liban, tandis que l’Ordre de Saint Jean-Baptiste recrutait dans les régions d’Alep et Homs, au nord du Liban et en Galilée . Les tentatives d'unir ces deux Ordres de 1736 à 1768 échouèrent du fait des rivalités personnelles et de l'opposition entre les différentes communautés d’origine.
Jusqu'en 1800 l'Ordre jouit d'une période florissante. Qu'il suffise de noter ici la première imprimerie en caractères arabes au Proche-Orient, installée à Choueir par Abdallah Zakher, laïc affilié à l'Ordre. Le premier livre y fut imprimé en 1733.
Jusqu'en 1829, l'Ordre uni a donné à l’Église trois patriarches (Maximos II Hakim, 1760-1761 ; Théodose VI Dahan, 1761-1788 ; Ignace IV Sarrouf, 1812).

## La scission
Après 1800 l’Ordre commença à souffrir du manque de cohésion entre les recrues originaires de la région d'Alep et les autres, les baladites, originaires principalement du Liban et de Galilée.
En 1829 eut lieu la scission en deux branches de l'ordre : 
- l’Ordre basilien alépin, et
- l’Ordre basilien choueirite,

qui se partagèrent les monastères et les biens. 
Les « Choueirites » gardèrent le couvent Saint-Jean de Choueir qui resta leur Maison-Mère, l'imprimerie, le couvent Saint-Élie de Touaq à Zahlé, le couvent Saint-Antoine de Karkafé à Kafarchima.
Les « Alépins » gardèrent les couvents Notre-Dame de Ras Baalbeck, Mar Chaya et Deir ech-Chir.

## L’ordre après 1829
Aux difficultés de réorganisation vinrent s’ajouter les persécutions subies en 1860, quand le couvent Saint-Élie de Touaq fut brûlé et que plusieurs prêtres subirent le martyre.
Toutefois l’ordre bâtit en 1880 un séminaire près du couvent Saint-Jean, en 1882, le collège Saint-Antoine à Kafarchima et, en 1898, le collège oriental de Zahlé. Après l’arrêt de cet élan durant la guerre mondiale de 1914-1918, l’ordre se rétablit. Le couvent Saint-Basile de Beyrouth fut fondé en 1936, pour les étudiants du séminaire oriental des pères jésuites, à l’Université Saint- Joseph.

## Les établissements basiliens choueirites

### Les couvents
- Maison-Mère : Monastère Saint-Jean-Baptiste de Choueir, avec ses différentes branches : le couvent, avec les églises, le noviciat et le petit séminaire.
- Monastère Saint-Élie el Touaq de Zahlé.
- Monastère Saint-Antoine de Karkafé à Kafarchima.
- Monastère Saint-Basile de Beyrouth
- Monastère Notre-Dame des Louanges, grand séminaire, à Zouk Mikaïl

### Les collèges
- Le collège oriental de Zahlé, fondé en 1898,
- Le collège Saint-Jean de Khonchara,
- Le collège Saint-Antoine de Kafarchima, loué à l’État, mais où les pères assurent la catéchèse et le service religieux.

## La congrégation féminine

### Fondation
La branche féminine de l'Ordre, la congrégation des Sœurs de Saint Basile, a été fondée en 1737 et approuvée en 1763 par le pape Clément XIII. La première maison de cette congrégation fut le monastère de l'Annonciation à Zouk Mikael.
Les religieuses menaient une vie cloîtrée selon la règle de saint Basile : partage entre prière et travail, dans une pauvreté effective.

### La scission
La séparation de l’ordre choueirite en deux branches en 1829 amena une semblable scission chez les moniales. Elle se fit pacifiquement. Les religieuses choueirites gardèrent l’usage du couvent de Notre-Dame de l’Annonciation à Zouk, qui devint leur maison-mère, et du couvent de Notre-Dame de l’Assomption de Bkaatouta, fondé en 1740.
Quant aux religieuses alépines, elles prirent possession du couvent Saint-Michel de Zouk, mis à leur disposition par les moines alépins, et qui est resté jusqu’à ce jour leur maison-mère.

### Évolution
Les religieuses Choueirites furent sollicitées pour transformer leur état de religieuses cloîtrées en celui de missionnaires.

### Établissements de la Congrégation des religieuses basiliennes choueirites
- Couvents 
  - Notre-Dame de l’Annonciation à Zouk Mikhaïl, fondé en 1737 : maison-mère, formation et noviciat depuis 1956, résidence de la curie généralice, depuis 1982
  - Notre-Dame de l’Assomption de Bkaatouta (Liban), fondé en 1740

- Écoles à Zouk Mikhaïl, Bkaatouta, Dora-Beyrouth, Zahlé, Khonchara El Kaa, Kafarchima.

- Accueil des anciens à l'Oasis St Basile de Zouk Mikhaïl.

En outre la congrégation gère pour les éparchies des écoles au Liban et en Jordanie, des hôpitaux et dispensaires au Liban.
- Archéparchie de Jordanie :
  - École de Irbid, depuis 1957;
  - École Notre-Dame de Nazareth, Amman, depuis 2000;
  - École Catholique, Aqaba, depuis 2006.